# Vaiko Eplik

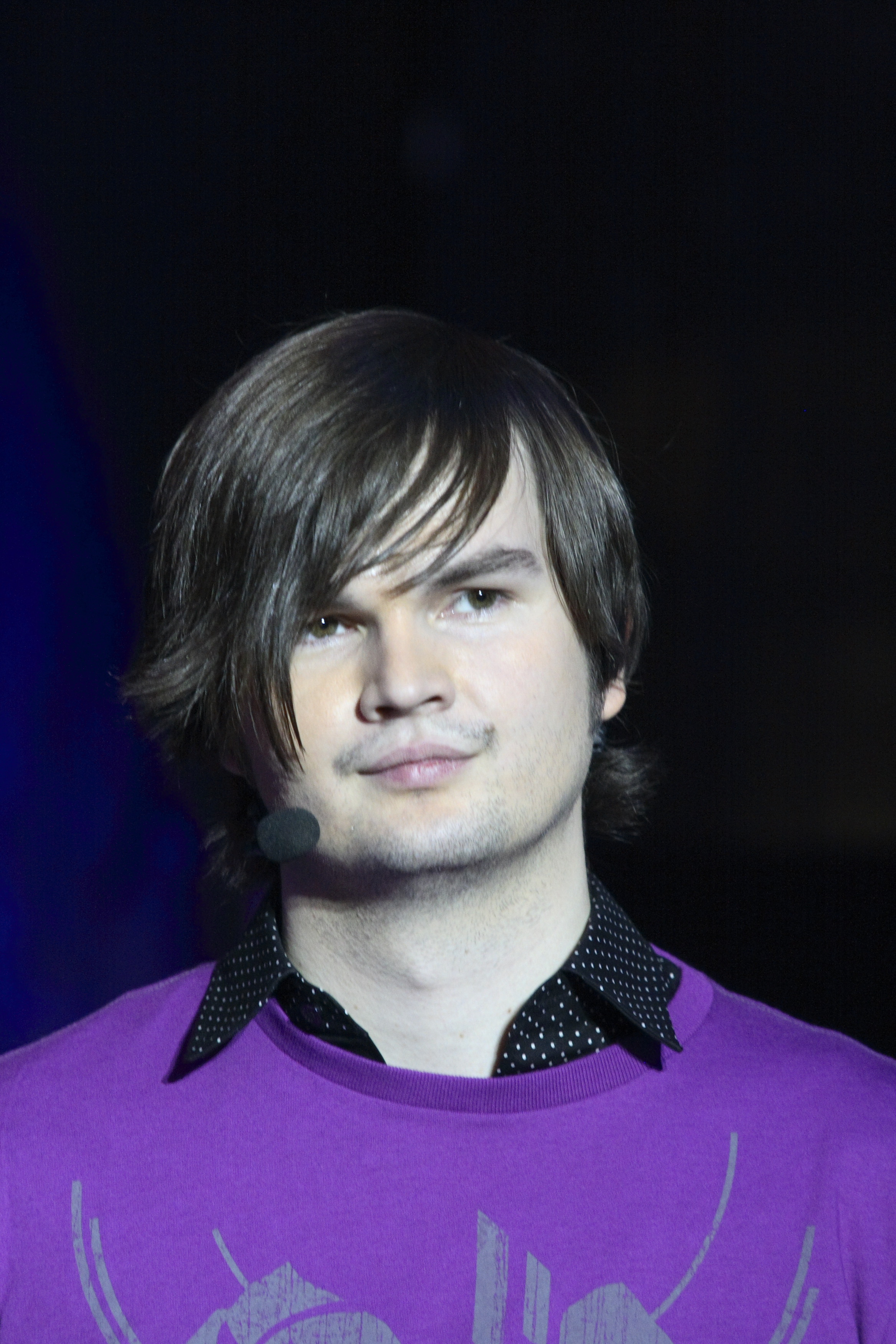
Vaiko Eplik (2007)

Vaiko Eplik (* 1. August 1981 in Rapla, Estnische SSR, Sowjetunion) ist ein estnischer Musiker, Sänger, Komponist und Musikproduzent.

## Leben und Musik
1997 gründete Vaiko Eplik die fünfköpfige Band Claire's Birthday die sich Anfang 2003 auflöste. Claire’s Birthday gewann jedoch überraschenden den Sieg für den estnischen Vorentscheid zur Teilnahme am Eurovision Song Contest 2003 in Estland. Die Band benannte sich zum Finale in Ruffus um und belegte mit ihrem Song Eighties Coming Back den 21. Platz.
Ab 2006 veröffentlichte er mit verschiedenen Musikern unter dem Namen Vaiko Eplik ja Eliit einige Alben.
Vaiko Eplik gehört außerdem das independent Plattenlabel Mortimer Snerd Records.
2010 produzierte er unter anderem das Soloalbum Lenna der estnischen Sängerin Lenna Kuurmaa, im Oktober 2011 den Song Hüvasti, maa!, welcher auch der Titelsong des estnischen Films Täitsa lõpp ist.

## Bands
Claire’s Birthday, Koer, Ruffus, Vaiko Eplik ja Eliit.

## Diskografie

### Claire’s Birthday
- 2000: Venus
- 2001: City Loves
- 2001: Future is Now

### Rufus
- 2001: Lessons in Pop

### Koer
- 2004: Pure

### Vaiko Eplik ja Eliit
- 2006: 1
- 2007: 2 Aastaajad
- 2008: 3 Kosmoseodüsseia

### Vaiko Eplik
- 2009: Neljas
- 2011: V ehk Tants ümber klavessiini
- 2012: 6 Varielu
- 2014: Nõgesed
- 2014: Nelgid
- 2016: Kirevase
- 2019: Sireleis

### Sonstiges
- 2007: VA – Jan Uuspõld läheb Tartusse O.S.T.
- 2007: Jack Lucien – New 80’s Musik